# Kunst im öffentlichen Raum in Hamburg-Harvestehude
Diese Liste von Kunst im öffentlichen Raum in Hamburg-Harvestehude enthält dauerhaft aufgestellte Kunstwerke auf dem Gebiet des Stadtteils Harvestehude der Freien und Hansestadt Hamburg, die sich im öffentlichen Raum befinden und von anerkannten Künstlern und Künstlerinnen geschaffen wurden. Viele dieser Kunstwerke sind durch das Programm Kunst am Bau (und dessen Folgeprogramme) gefördert oder mit öffentlichen Geldern angekauft worden, dies ist aber keine Voraussetzung für die Aufnahme. Ebenso mögen einige dieser Kunstwerke als Kulturdenkmal geschützt sein, aber auch das ist keine Voraussetzung für die Aufnahme in diese Liste.
Bauschmuck ist im Normalfall im Artikel über das Bauwerk darzustellen, und gehört nicht in diese Liste. Streetart kann Aufnahme in die Liste finden, wenn es zu dem konkreten Kunstwerk eine ausführliche Rezeption in der Kunstwissenschaft gibt und ein enzyklopädischer Artikel über die Streetart-Künstler oder -Künstlerin existiert oder vorstellbar wäre. Denkmäler, die an eine Person oder ein Ereignis erinnern, können in die Liste aufgenommen werden, wenn sie ob ihrer zumeist plastischen Gestaltung als Kunstwerk gelten können. Bei reinen Gedenktafeln ist das normalerweise nicht der Fall.
Basis der Zusammenstellung sind Datensätze der Hamburger Kulturbehörde von 2012 und 2018, eine Veröffentlichung der SAGA GWG von 2008, und verschiedene Veröffentlichungen von Kunsthistorikern zum Thema. Eine abschließende Liste von Literatur kann es nicht geben, jedoch ist für jeden Eintrag in die Liste ein konkreter Verweis auf eine amtliche Liste oder anerkannte Sekundärliteratur erforderlich.
Gestohlene oder zerstörte Kunstwerke, die ehemals in Hamburg-Harvestehude aufgestellt waren, sind in einer separaten Liste aufgeführt.

## Legende
- Lage: Nennt die nächstgelegene Straße und, wenn vorhanden und sinnvoll, das nächstgelegene Bauwerk (mit Hausnummer) oder das umgebende Gebiet (z. B. einen Park) und gibt nötigenfalls Hinweise zur genauen Lage. Darunter werden - wenn vorhanden - auch die Geo-Koordinaten und das Wikidata-Logo als Verweis auf das Wikidata-Objekt angegeben. Die Spalte ist nach der Adresse sortierbar.
- Künstler/in: Name des Künstlers oder der Künstlerin, die das Kunstwerk geschaffen haben, verlinkt mit dem Wikipedia-Artikel zur Person. Die Spalte ist nach dem Nachnamen sortierbar.
- Beschreibung: Kurzbeschreibung des Werks, immer zuerst: Werktitel (kursiv), dann möglichst Material, Stil, Größe, Dargestelltes, Art der Förderung
- Jahr: Jahr der Fertigstellung des Kunstwerkes, wenn unbekannt dann das Jahr der Aufstellung. Hier kann nur ein einziges Jahr angegeben werden, kein Zeitraum. Weitere zeitliche Details zur Schaffung des Kunstwerkes (von–bis) können in der Beschreibung angegeben werden.
- Quelle: Kulturbehörde, SAGA, Literatur, jeweils mit Fußnote. Diese Angabe ist für eine Aufnahme in die Liste verpflichtend.
- Bild: Bild des Kunstwerks, mit Link auf Commons-Kategorie wenn vorhanden

Hinweis: Die Grundsortierung der Liste erfolgt nach der Adresse. Die Liste ist alternativ nach Künstler, Werktitel, Datierung oder Quelle sortierbar.

## Liste
| Lage | Künstler            | Beschreibung | Jahr  | Quelle        | Bild           |  |
| --- | ------------------- | --- | ----- | ------------- | -------------- |  |
| Bolivarpark Südspitze des Parks, an der Einmündung der Abteistraße in die Rothenbaumchaussee (Lage)                | Libero Frizzi       | Simon Bolivar – Der Befreier Denkmal für Simón Bolívar. 1969 von Venezuela der Stadt Hamburg geschenkt, bürgerliche Denkmalkultur, vermutlich Nachguss. 2013 restauriert. Die Zuschreibung zu Libero Frizzi (1893–1954) ist unsicher, möglich wäre auch Pietro Tenerani (1789–1869). | 1960  | Kulturbehörde | weitere Bilder |  |
| Eichenpark An der Südseite des kleinen Parks, zum Harvestehuder Weg hin (Lage)                                     | Carl Börner         | Hagedorn-Gedenkstein Gedenkstein mit Bronzerelief für den Dichter Friedrich von Hagedorn, da der Eichenpark einer seiner Lieblingsplätze gewesen sein soll. | 1897  | Zabel S. 46   | weitere Bilder |  |
| Grindelberg 66 Bezirksamt Eimsbüttel, Parterre (Lage)                                                              | Fritz Fleer         | Kleiner Stehender vermutlich Direktauftrag Bezirksamt | 1951  | Kulturbehörde | weitere Bilder |  |
| Harvestehuder Weg 41 Zwischen den Häusern Nr. 41 und Nr. 43 (Lage)                                                 | Caesar Heinemann    | Heinrich-Heine-Denkmal Denkmal für Heinrich Heine, gestiftet 1898 von Julius Campe, ursprünglich am Campe-Haus (Schauenburger Straße 59) aufgestellt. 1946–1963 am Haus der Schwester Heines, seitdem am Sitz des Verlags Hoffmann und Campe                                         | 1898  | Plagemann     | weitere Bilder |  |
| Innocentiapark Ostseite des Parks, unter den Bäumen bei den Spielplätzen (Lage)                                    | Curt Beckmann       | Stehende Ankauf der lebensgroßen Steinfigur durch die Kunsthalle Hamburg | 1949  | Kulturbehörde | weitere Bilder |  |
| Klosterstieg 17 Wilhelm-Gymnasium, am Eingang zum Schulgelände vor dem Verwaltungsgebäude (Lage)                   | Gustav Seitz        | Junge ruhende Sappho Überlebensgroße Bronzeplastik der Sappho, erschaffen 1964–1965, Ankauf mit Mitteln des Programms “Kunst am Bau”, im Mai 1965 am Eingang des Wilhelm-Gymnasiums aufgestellt.                                                                                     | 1965  | Kulturbehörde | weitere Bilder |  |
| Nonnenstieg 27 Isestraße ==> Harvestehude (Lage)                                                                   | Lawrence Weiner     | To the Lake … Gedicht auf Hauswand, (Haus von Michael und Susanne Liebelt / Liebelt-Stiftung) | 2004? | Kulturbehörde | weitere Bilder |  |
| Oberstraße 120 (Lage)                                                                                              | Doris Waschk-Balz   | Mahnmal vor der ehemaligen Synagoge an der Oberstraße heute Rolf-Liebermann-Studio NDR, KiöR, 17.000 DM | 1983  | Kulturbehörde | weitere Bilder |  |
| Parkanlage Grindelberg Zwischen Oberstraße 18 (Grindel-Hochhäuser) und Brahmsallee (Lage)                          | Fritz Fleer         | Speerträger Auch Großer Speerträger, Ankauf durch SAGA Grindelhochhäuser | 1956  | Kulturbehörde | weitere Bilder |  |
| Parkanlage Grindelberg Nördlich des Bezirksamts Eimsbüttel (Grindel-Hochhäuser) (Lage)                             | Hans Martin Ruwoldt | Schreitende Ankauf durch SAGA Grindelhochhäuser | 1956  | Kulturbehörde | weitere Bilder |  |
| Parkanlage Grindelberg Zwischen Hallerstraße 3a und Brahmsallee 17 (Grindel-Hochhäuser) (Lage)                     | Ursula Querner      | Eselreiter Ankauf durch SAGA Grindelhochhäuser | 1956  | Kulturbehörde | weitere Bilder |  |
| Parkanlage Grindelberg Östlich des Bezirksamts Eimsbüttel (Grindel-Hochhäuser) nahe Tümpel (Lage)                  | Karl August Ohrt    | Schwanengruppe Ankauf durch SAGA Grindelhochhäuser | 1956  | Kulturbehörde | weitere Bilder |  |
| Parkanlage Grindelberg Hallerstraße 1 (Grindel-Hochhäuser), vor Stirnseite des Gebäudes an der Hallerstraße (Lage) | Barbara Haeger      | Liegende, auch Große Liegende SAGA Grindelhochhäuser | 1956  | Kulturbehörde | weitere Bilder |  |
| Rothenbaumchaussee 122 Vor dem Funkhaus an der Rothenbaumchaussee (Lage)                                           | Friedrich Wield     | Ätherwelle Skulptur gewidmet Heinrich Hertz im Auftrag der NORAG (NDR-Vorläufer), Bronzeguss erst 1987 (posthum) ausgeführt und im Eichenpark aufgestellt. 2016 umgesetzt und vor dem NDR-Funkhaus aufgestellt.                                                                      | 1933  | Bruhns        | weitere Bilder |  |
| Rothenbaumchaussee 132 Vor dem Funkhaus an der Rothenbaumchaussee, rechts des Pförtner-Pavillons (Lage)            | Hermann Blumenthal  | Großer Kniender Lebensgroße Bronzeskulptur eines knienden Mannes mit erhobenen Händen, auch Florentiner Mann genannt. Andere Abgüsse des Werks befinden sich im Grugapark in Essen und in der Sammlung des Smithsonian in Washington D.C.                                            | 1937  | Zabel S. 46   | weitere Bilder |  |
| Schlankreye 53 Vor dem Siedlungsbau Klinker (Lage)                                                                 | Hans Martin Ruwoldt | Möwengruppe Sandstein-Skulptur auf einer schlanken und hohen Stele aus Ziegelsteinen | 1951  | Zabel S. 46   | weitere Bilder |  |